# Manuel de Sousa d'Eça
Manuel de Sousa d'Eça (? - ?) foi um administrador colonial que governou o Grão-Pará de 06 de outubro de 1626 a outubro de 1627. Embarcou de Portugal para o Brasil em 25 de março de 1624 e em 19 de junho de 1641 ajudou a repelir um ataque da nau francesa Régente a um forte em Jericoacoara.